# Hipoalbuminèmia
La hipoalbuminèmia es dona quan hi ha baixa concentració d'albúmina en sèrum sanguini. Aquesta mancança per sota del normal, pot indicar:
- Malaltia hepàtica greu (insuficiència hepàtica), on la cirrosi hepàtica és la causa més freqüent.
- Enteropatia amb pèrdua de proteïnes
- Desnutrició (acompanyat d'aprimament amb malaltia gastrointestinal i renal)
- Cremades extenses
- Per pèrdua a nivell renal: síndrome nefròtica.

Quan baixa la concentració d'albúmina en sang, es redueix la pressió oncòtica, cosa que fa que surti el líquid dels vasos acumulant-se en espai tissular produint edemes i, quan és greu, en la cavitat abdominal: ascites.
Si els nivells d'albúmina no estan dins els límits normals, no significa necessàriament que hi hagi un problema mèdic que necessiti tractament. Certs medicaments, com els esteroides, la insulina i les hormones poden elevar-ne els nivells. Altres medicaments, com les píndoles anticonceptives, poden baixar-ne els nivells.